# أوبت بروجكت

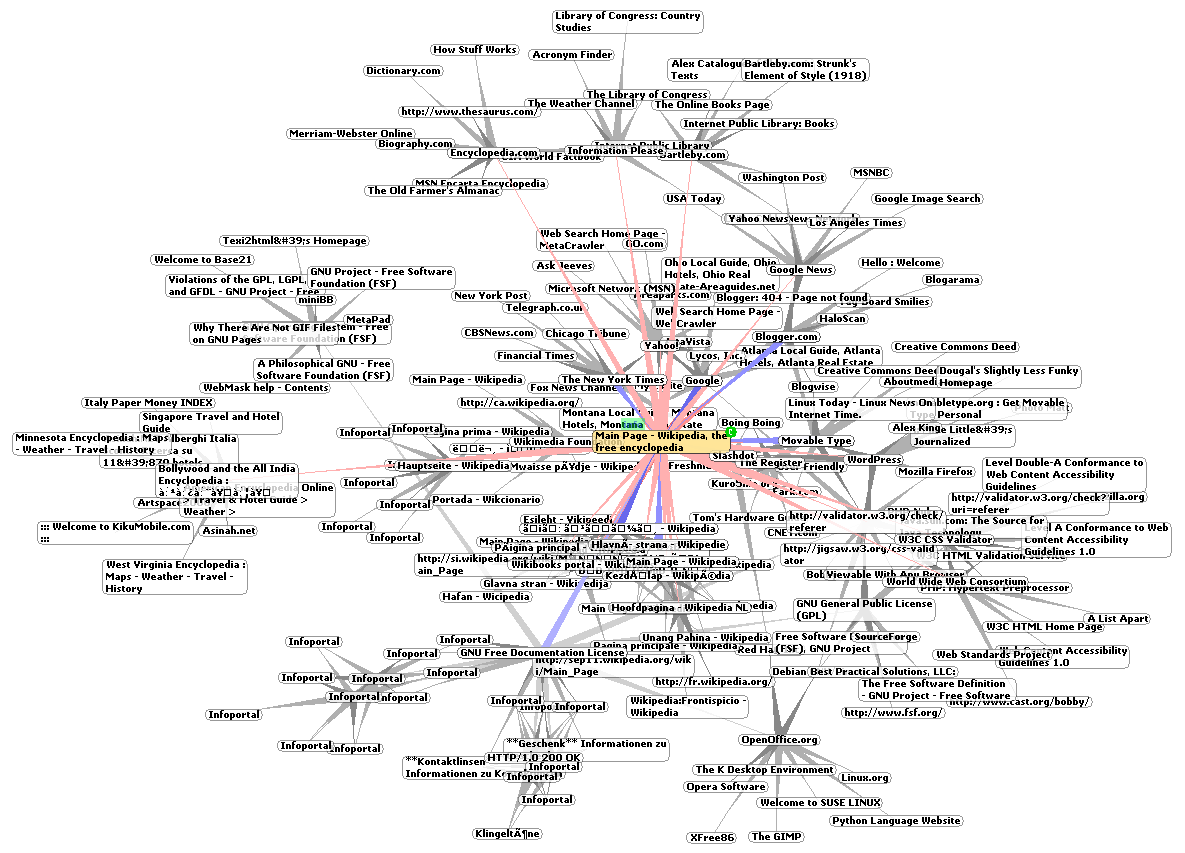

أوبت بروجكت (opte project) مشروع يهدف إلى تجسيد الشابكة (الانترنت) بشكل مخطط بصري يتيح الإمكانية للتعرف على حجم الشابكة وعدد المواقع والشبكات المكونة منها حيث يوضح أنواع مواقع الإنترنت وترابطها الجغرافي ومدى تأثير الكوارث الطبيعية في الشابكة (الإنترنت).

## وصلات خارجية
- الموقع الرسمي